# Ben Pollack
Ben Pollack (* 22. Juni 1903 in Chicago; † 7. Juni 1971 in Palm Springs) war ein US-amerikanischer Jazz-Schlagzeuger und Bandleader.

## Leben und Wirken
Pollack begann seine musikalische Laufbahn Anfang der 1920er Jahre und wurde als Mitglied der New Orleans Rhythm Kings bekannt, bei denen er drei Jahre blieb und 1922 auch seine erste Schallplatte aufnahm. 1924 zog er an die Westküste der USA, wo er Anfang 1925 seine erste Band formierte, mit der er im Venice Ballroom auftrat; 1926 erfolgte die Gründung eines größeren Orchesters unter seinem Namen, das zunächst in Chicago im Southmore Hotel und dann ein Jahr lang im New Yorker Park Central spielte. Diese erste große weiße Band hatte in den folgenden Jahren viel Erfolg und verhalf vielen später sehr bekannten Solisten und Bandleadern, darunter Glenn Miller, Benny Goodman, Harry James, Yank Lawson, Charlie Spivak und Jack Teagarden, zu eigenen Karrieren. Der erste von elf Hiterfolgen war „Sweet Sue, Just You“ im Juli 1928. In den 1930er und 1940er Jahren kam es allerdings zu häufigen Personalwechseln und sogar völligen Auflösungen seines Orchesters, da Pollack mit den Solisten in Konflikt geriet. Eine Tournee an die Westküste 1935 endete damit, dass die Musiker ohne Pollack zurückkehrten und schließlich den Kern der dann gegründeten Band von Bob Crosby bildeten. Bei der letzten Aufnahmesession mit Harry James im September 1936 entstand auch Pollack letzter Charterfolg „Thru’ the Courtesy of Love“. Benny Goodman entdeckte James durch diese Aufnahmen und engagierte ihn.
1942 arbeitete Pollack mit Chico Marx zunächst als Co-Leader des Chico Marx Orchestra, dann als Manager zusammen; diese Band, in der auch der junge Mel Tormé als Schlagzeuger tätig war, brach im Juli 1943 auseinander.
Danach gründete Pollack eine Talentagentur und ein Plattenlabel Jewel, was jedoch wenig Erfolg hatte. 1956 wirkte er in dem Film The Benny Goodman Story mit. In den 50er und 60er Jahren verblasste sein Ruhm, er arbeitete im Restaurant-Geschäft in Hollywood und später in Palm Springs. Er trat gelegentlich – meist mit Dixieland-Bands, wie Pollack’s Pick-a-Rib Boys – auf; 1968 nahm er mit den Southern California Jazz Club All Stars am Monterey Jazz Festival teil. Zunehmend durch finanzielle Schwierigkeiten bedrängt, beging Ben Pollack 1971 Selbstmord.